# Pancheria ajiearoana
Pancheria ajiearoana är en tvåhjärtbladig växtart som beskrevs av H.C.Hopkins, Pillon & J.Bradford. Pancheria ajiearoana ingår i släktet Pancheria och familjen Cunoniaceae. Inga underarter finns listade i Catalogue of Life.